# Постійні представники Китаю при Організації Об'єднаних Націй
Постійні представники Китаю при Організації Об'єднаних Націй в Нью-Йорку — дипломатичні представники Китайської Народної Республіки при ООН у ранзі Надзвичайного і Повноважного Посла, а також представника КНР у Раді Безпеки Організації Об'єднаних Націй.

## Постійні представники Республіки Китай при ООН
| Прізвище   | Початок терміну | Кінець терміну |
| ---------- | --------------- | -------------- |
| Куо Тайчі  | 1946            | 1947           |
| Цзян Тінфу | 1947            | 1962           |
| Лю Цій     | 1962            | 1971           |

## Постійні представники Китайської Народної Республіки при ООН
| Прізвище     | Початок терміну | Кінець терміну |
| ------------ | --------------- | -------------- |
| Хуан Хуа     | 1971            | 1977           |
| Чень Чу      | 1977            | 1980           |
| Лінг Цин     | 1980            | 1985           |
| Лі Лує       | 1985            | 1990           |
| Лі Дайо      | 1990            | 1993           |
| Лі Чжаосін   | 1993            | 1995           |
| Цинь Хуасунь | 1995            | 2000           |
| Ван Інфан    | 2000            | 2003           |
| Ван Гуаня    | 2003            | 2008           |
| Чжан Єсуй    | 2008            | 2010           |
| Лі Баодун    | 2010            | 2013           |
| Лю Цзеї      | 2013            | 2018           |
| Ма Чжаосюй   | 2018            | 2019           |
| Чжан Цзюнь   | 2019            | -              |